# Zeppelinbrücke
Die Zeppelinbrücke ist eine Straßenbrücke über das Elsterbecken in Leipzig. Sie hat die Form einer Bogenbrücke und verbindet die Stadtbezirke Mitte (Ortsteil Zentrum-West) und Altwest (Ortsteil Altlindenau). Die Brücke steht unter Denkmalschutz.

## Lage und Verkehrsbedeutung
Die Zeppelinbrücke überführt die Jahnallee (B 87) mit zwei Fahrstreifen je Richtung, einer zweigleisigen Straßenbahntrasse und beidseitig einem kombinierten Geh- und Radweg über das Elsterbecken. Seit 2020 wird je Fahrtrichtung ein Fahrstreifen für den Radverkehr genutzt (anfangs als Pop-up-Radweg, später abmarkiert), so dass je Fahrtrichtung ein Fahrstreifen für den motorisierten Individualverkehr (MIV), ein Radfahrstreifen sowie ein Gehweg zur Verfügung stehen.
Durch den Auwald und die Elsteraue wird Leipzig in einen östlichen und westlichen Bereich geteilt, zwischen denen nur wenige Verkehrsverbindungen bestehen. Die Zeppelinbrücke im Zuge der Jahnallee stellt eine wichtige Ost-West-Verbindung innerhalb des Straßennetzes der Stadt Leipzig dar, da über die zweigleisige Trasse vier wichtige Straßenbahnlinien der Leipziger Verkehrsbetriebe (LVB) verkehren. Die Zeppelinbrücke bildet damit eine von zwei existierenden Ost-West-Trassen im Leipziger Straßenbahnnetz.

## Geschichte
Vor über tausend Jahren war vor Lindenau ein mächtiger Damm errichtet worden, der die alte Handelsstraße Via Regia über die sumpfige Elster-Luppe-Aue nach Leipzig führte. Um 1740 hielt der sächsische Hofmaler Johann Alexander Thiele den Blick von Lindenau nach Leipzig im gleichnamigen Gemälde fest. Im Zuge der Hochwasserregulierung wurde zu Beginn des 20. Jahrhunderts das Elsterbecken angelegt. Die Zeppelinbrücke über das erst im Brückenbereich ausgeschachtete Hochflutbecken der Elster wurde für die Straßenbahn nutzbar im Dezember 1914 fertiggestellt, zusammen mit dem östlich anschließenden Teilstück der neuen Frankfurter Straße (heute: Jahnallee). Die Straße wurde am damaligen Ziegeleiweg zunächst an die alte Straßentrasse angeschlossen, die etwas weiter südlich verlief und nun für den Weiterbau des Hochflutbeckens unterbrochen wurde. „Der großzügig bemessene Mittelstreifen des neuen Straßenabschnitts mit besonderem Bahnkörper galt seinerzeit zu Recht als progressive und für den Öffentlichen Personennahverkehr zukunftsträchtige Lösung“, hieß es 1996 in einer Veröffentlichung der Leipziger Verkehrsbetriebe.
Die Brücke wurde nach Ferdinand von Zeppelin (1838–1917) und den von ihm entwickelten Zeppelinen benannt. Auf Ansichtskarten jener Zeit ist die Brücke mit einem Zeppelin abgebildet. Der Brückenentwurf war architektonisch anspruchsvoll und stammte von Hugo Licht (1841–1923). Der Bau wurde vom Cementbaugeschäft Rudolf Wolle ausgeführt, einem Leipziger Bauunternehmen und Pionier des Stahlbetonbaus.

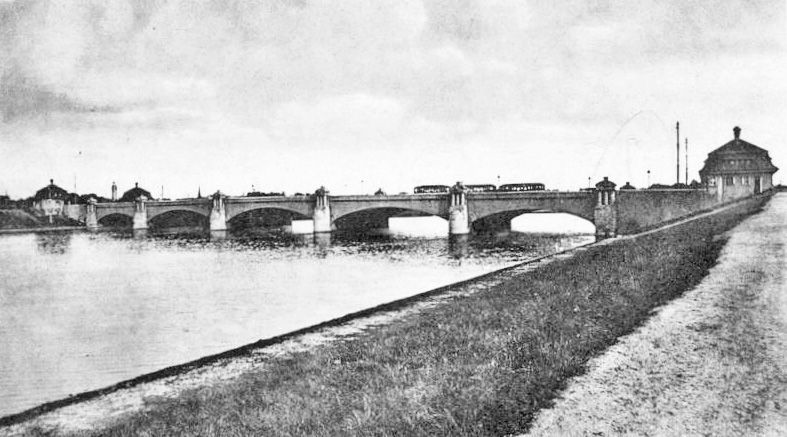
Zeppelinbrücke mit den Brückenhäusern, um 1935

Nach kriegsbedingter Bauunterbrechung durch den Ersten Weltkrieg wurde die Brücke endgültig 1918 fertiggestellt (das Elsterbecken erst 1925). Sie wurde zunächst an beiden Enden von jeweils zwei Brückenhäusern flankiert. Mit der Errichtung des benachbarten Richard-Wagner-Hains erfolgten 1936 Umbauten an der Brücke. Zu dieser Zeit wurden die Brückenhäuser auf der Westseite abgebrochen und auf der östlichen Seite die Uferwegbrücke einschließlich der anliegenden Treppenanlagen und Traforäume neu errichtet. Die Brückenhäuser auf der Ostseite wurden im Zweiten Weltkrieg zerstört und nicht wieder aufgebaut.
Am 20. Oktober 1943 um 20:56 Uhr wurden der Straßenbahnfahrer Burkert, der Schaffner Fasold und elf Fahrgäste zu einigen der ersten Todesopfer der Luftangriffe auf Leipzig im Zweiten Weltkrieg. Sie wurden in ihrem Triebwagen auf der Zeppelinbrücke vom Fliegeralarm überrascht. Die Fahrgäste suchten Schutz auf dem Uferweg, während Burkert und Fasold ihren Triebwagen gewissenhaft in Richtung Stadt auf den Bahnkörper fuhren, als die Bomben fielen.
Am 18. April 1945 war die Brücke beim Vormarsch der amerikanischen 2nd Infantry Division in die Stadt umkämpft. Bei ihrer Erstürmung kam in unmittelbarer Nähe davon im heutigen Capa-Haus der US-Soldat Raymond J. Bowman ums Leben. Ein Foto des Toten wurde unter dem Titel „Last man to die“ (Letzter Toter) durch die Fotoreihe des Kriegsfotografen Robert Capa (1913–1954) weltberühmt.

## Beschreibung
Das Bauwerk Zeppelinbrücke mit der Bauwerksnummer II/35-2 ist ein 5-feldriges Bogentragwerk, das 1935 bis 1936 auf der östlichen Uferseite um ein weiteres, aber nicht unmittelbar angrenzendes Feld, die Uferwegbrücke, ergänzt wurde. Das Ursprungsbauwerk hat fünf Bögen aus unbewehrtem Stampfbeton, die Gesamtspannweiten der Bögen betragen von West nach Ost 23,6 m – 30,4 m – 31,3 m – 30,4 m – 23,6 m, die reine Spannweite der Bögen zwischen den Kämpferelementen 20,0 m – 3-mal 28,0 m – 20,0 m. Auf beiden Seiten befinden sich Brüstungsmauern mit einer Dicke von 0,40 m, die sich unterhalb der Straßenoberkante als Stirnwände fortsetzen und an Dicke zunehmen. Die Brüstungshöhe beträgt bis zu 1,10 m. Die Pfeiler sind in den sichtbaren Bereichen an den Köpfen mit Naturstein verkleidet. Oberhalb der Wasserlinie sind die Pfeiler ca. 3,20 m breit und ca. 30,90 m lang (in Fließrichtung des Gewässers), ragen damit an beiden Seiten über die Bogenaußenkante hinaus. Die lichte Weite zwischen den Widerlagern der Uferwegbrücke beträgt 8,00 m und die Stützweite ca. 8,40 m.

Bilder von der Zeppelinbrücke
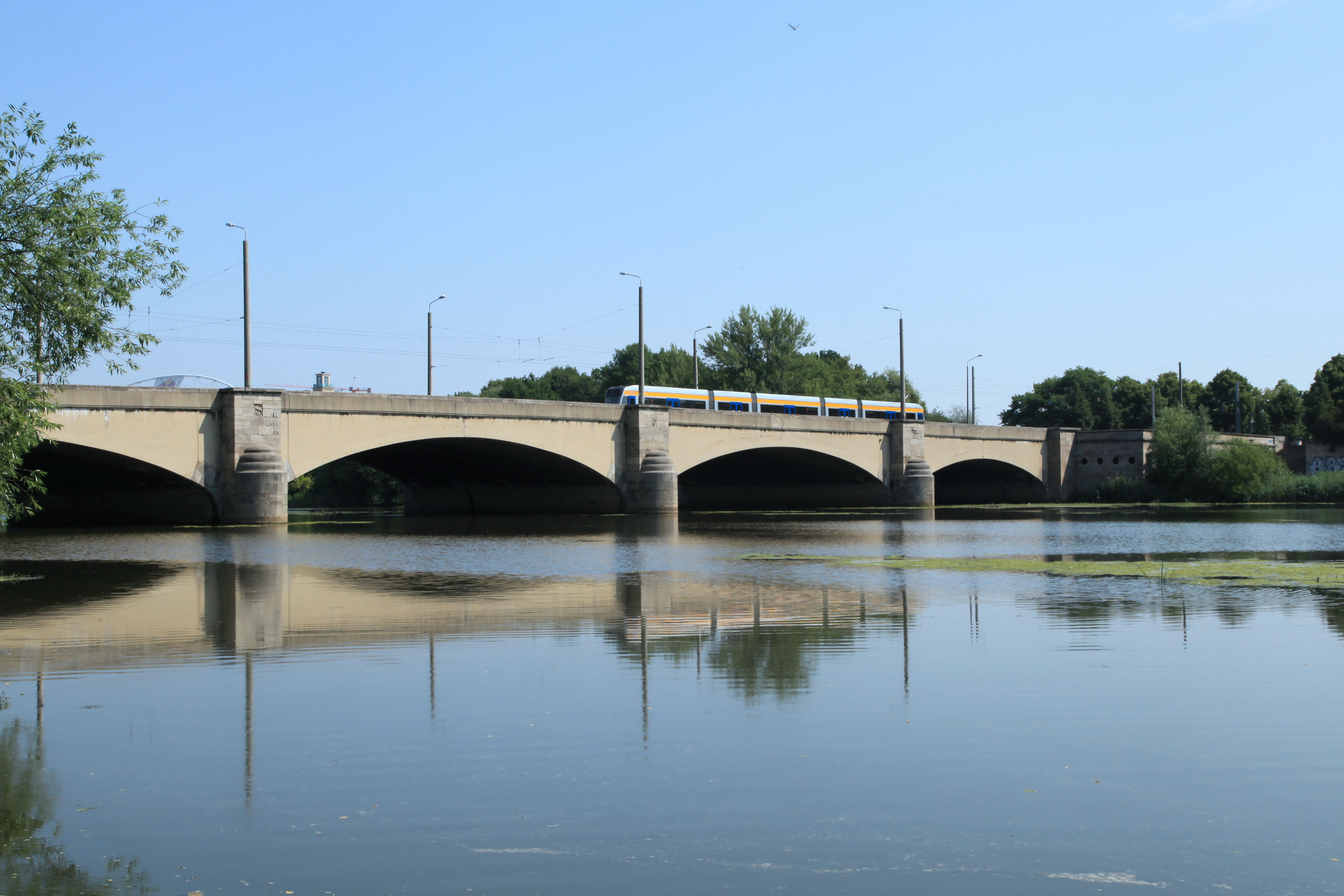
Blick vom Richard-Wagner-Hain (2015)
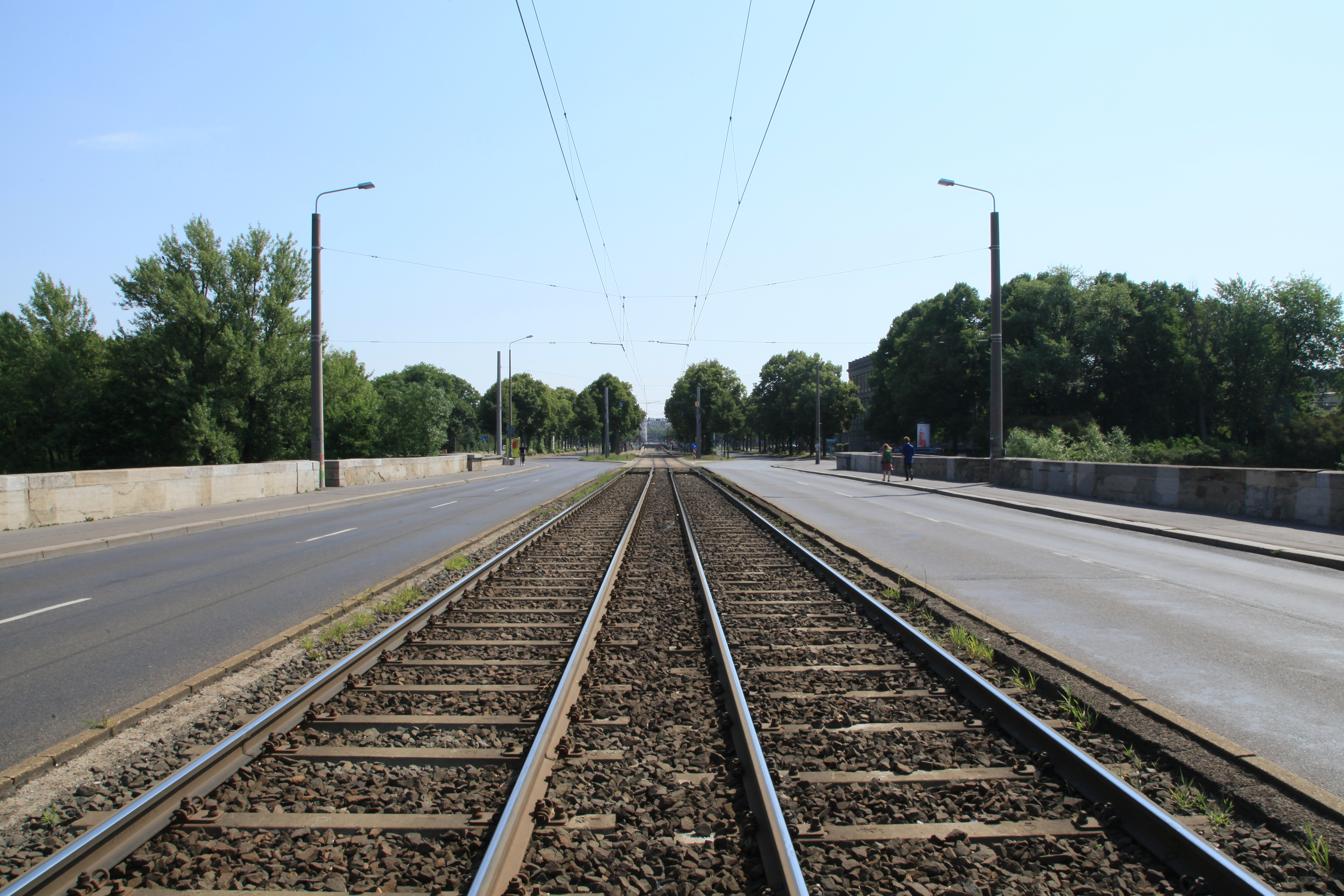
Auf der Brücke (2015)
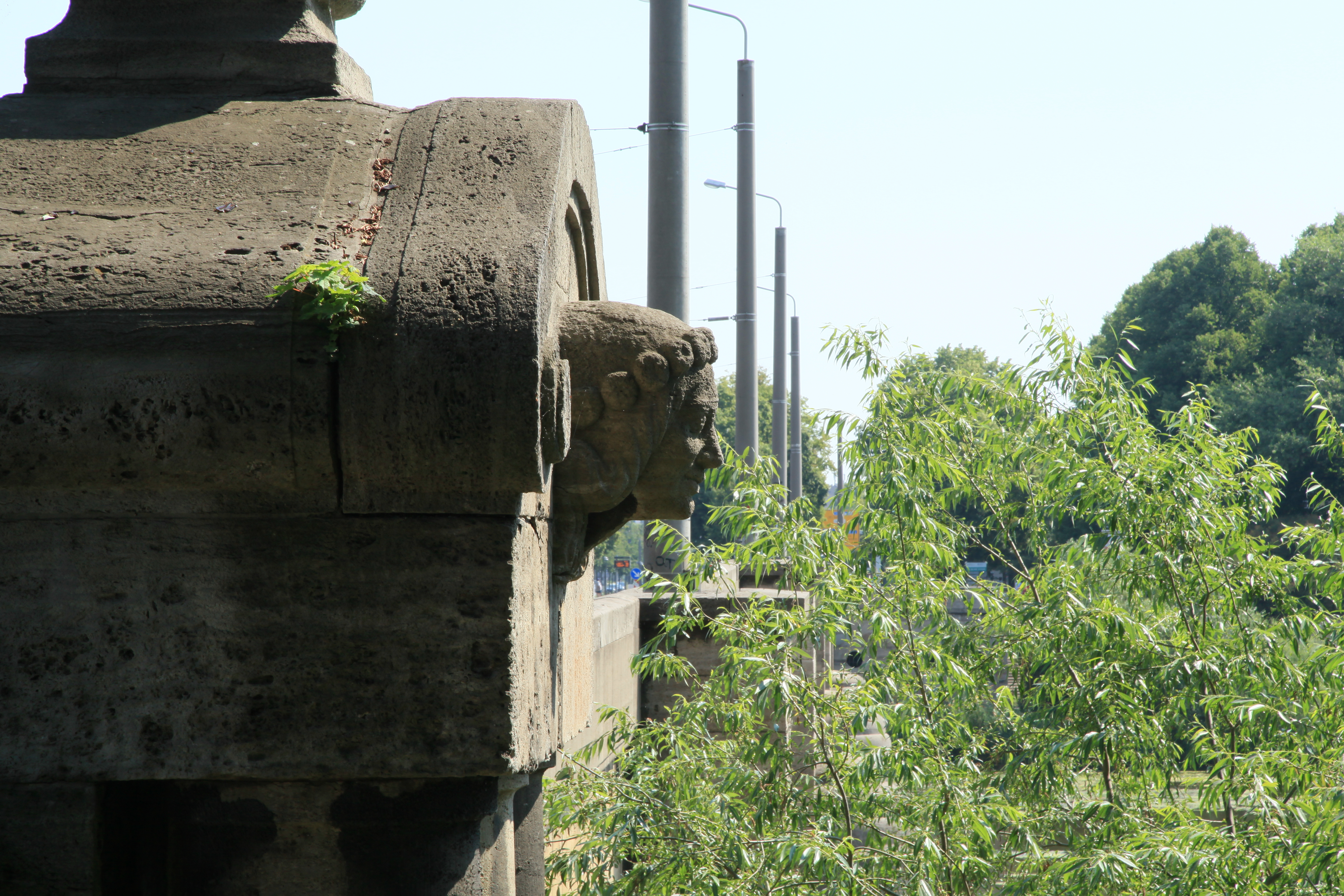
Skulptur an einem Brückenpfeiler (2015)
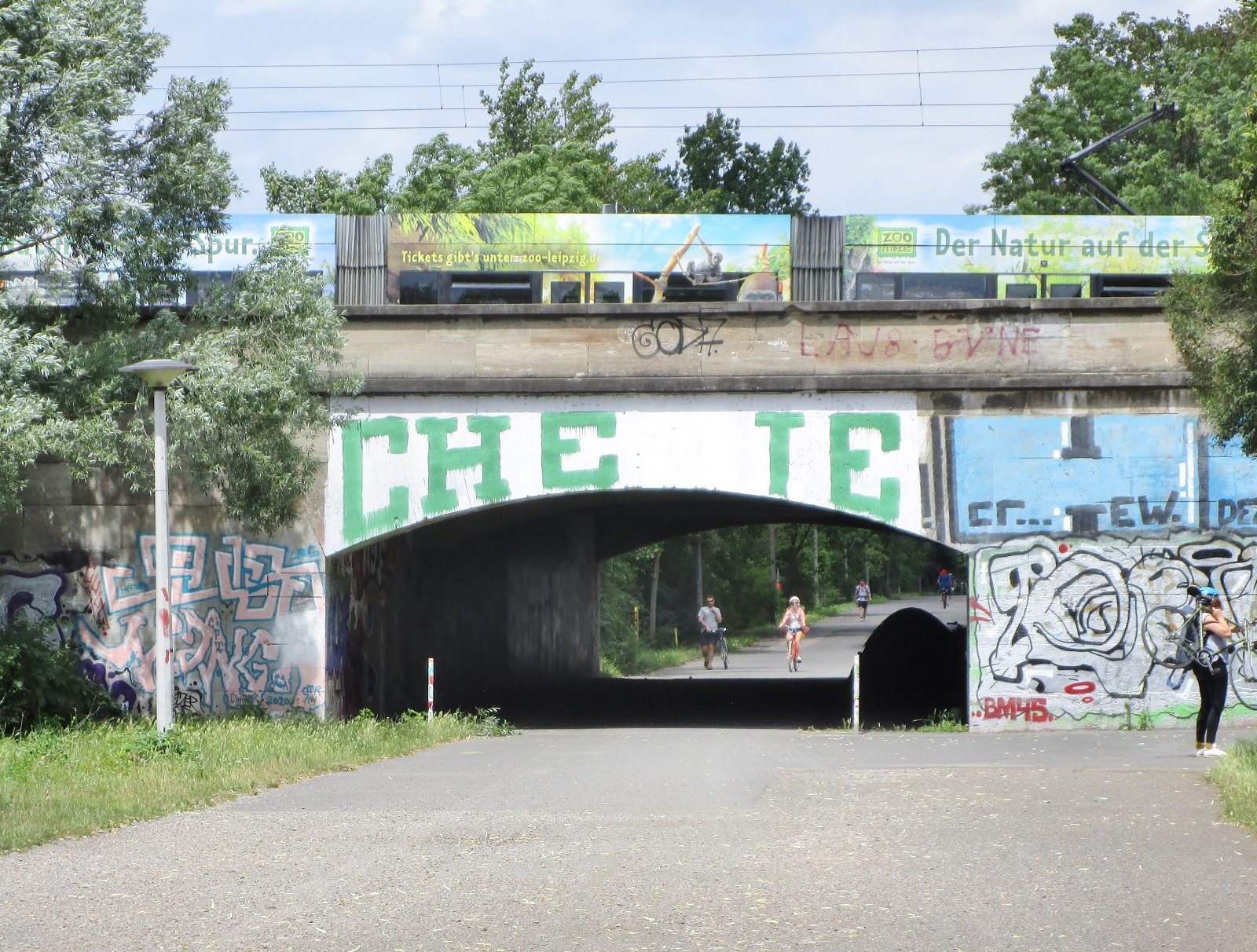
Uferwegbrücke (2023)

## Zustand
Die letzte Bauwerksprüfung gab der Zeppelinbrücke 2022 die Zustandsnote 3,5. Für die Uferwegbrücke ist die Zustandsnote 3,0 ausgewiesen. Die Stirnwände der Zeppelinbrücke haben zahlreiche Schäden – Risse, Abplatzungen und Lageverschiebungen. Aus diesen Gründen fasste der Stadtrat 2022 einen Baubeschluss zur Instandsetzung der Brücke. Ein Ersatzneubau, dessen Kosten in der Beschlussvorlage auf 30 Millionen Euro geschätzt wurden, wäre nach einer Instandsetzung erst in 50 Jahren nötig. Der Baubeginn wurde jedoch zunächst noch einmal verschoben, da die Ausschreibung kein wirtschaftliches Angebot erbrachte.
Die Sanierung der Zeppelinbrücke begann schließlich im Juli 2024 und soll bis Ende 2026 andauern. Die Baumaßnahme, welche von der Stadt Leipzig und der Leipziger Gruppe gemeinsam ausgeführt wird, umfasst neben der Brückensanierung auch Straßen-, Gleis- und Leitungsarbeiten entlang der Jahnallee. Während für den Auto- und Busverkehr während der gesamten Bauzeit Sperrungen und Umleitungen bestehen, kann der Straßenbahn-, Rad- und Fußverkehr die Zeppelinbrücke während der Baumaßnahme nahezu durchgehend nutzen.